# Црква Светог Арханђела Гаврила у Шопићу
Црква Светог Арханђела Гаврила у Шопићу је под заштитом Завода за заштиту споменика културе Београд. С обзиром да представља значајну историјску грађевину, проглашена је непокретним културним добром Републике Србије.

## Историја
Црква Светог Арханђела Гаврила у Шопићу је саграђена 1869. године и смештена је у крају Црквено поље. На месту данашње цркве се 1815. године налазила брвнара подигнута на темељима старије цркве. Обликована у духу класицизма са елементима романтизма конципирана је као једнобродна грађевина са наглашеним бочним певничким простором, полукружном источном олтарском апсидом и витким звоником над припратом. Уз апсиду са спољашње стране се уочавају мањи контрафори. Зидана је од опеке, споља и унутра омалтерисана, благим степеновањем маса које наглашавају вертикалу четвоространог звоника са стилизованим врхом над којим се уздиже крст. Зидови цркве су омалтерисани у бело, а део првобитног иконостаса из 1908. године које је радио академски сликар Живко Југовић се данас налази у капели Парохијског дома. У порти се до 1860. налазило старије гробље када се формирао комплекс општег сеоског гробља источно од цркве и од тада се у порти сахрањују само свештена лица и подижу кенотафи.